# جناح كاليفورنيا (فلم)
جناح كاليفورنيا (بالإنجليزية: California Suite) هو فيلم كوميدي تم إنتاجه في الولايات المتحدة وصدر في سنة 1978. الفيلم من كتابة نيل سيمون.

## بطولة
- ماجي سميث
- ألن ألدا
- جين فوندا
- والتر ماثو
- بيل كوسبي

## الميزانية والإيرادات
حقق أرباحا تقدر بـ 42,913,571 دولار.

### ترشيحات وجوائز
| السنة | الحدث          | الفئة                   | النتيجة  |
| ----- | -------------- | ----------------------- | -------- |
|       | جائزة الأوسكار | أفضل ممثلة في دور مساعد | فـــــوز |

## وصلات خارجية
- مقالات تستعمل روابط فنية بلا صلة مع ويكي بيانات